# بری (فیلم ۲۰۱۶)
بری (به انگلیسی: Barry) یک فیلم درام، محصول سال ۲۰۱۶ و به کارگردانی ویکرام گاندی (به انگلیسی: Vikram Gandhi) است که زندگی باراک اوباما را در سال ۱۹۸۱ در دانشگاه کلمبیا به تصویر می‌کشد. از ستارگان این فیلم می‌توان به دِوون ترل، آنیا تیلور-جوُی، جیسون میچل، اَشلی جاد، جنا اِلفمن، الار کولترین اشاره کرد.
این فیلم در بخش ویژه جشنواره بین‌المللی فیلم تورنتو ۲۰۱۶ به نمایش درآمد. این فیلم در ۱۶ دسامبر ۲۰۱۶ توسط نت‌فلیکس نیز منتشر شد.

## بازیگران
- دوون ترل در نقش باراک اوباما
- آنیا تیلور-جوُی در نقش شارلوت بایوگمن
- جیسون میچل در نقش PJ
- Ellar Coltrane
- اشلی جاد
- جنا الفمن
- اوی نَش
- جان بنجامین هیکی
- لاینس روچ
- دنی هوچ
- چوکودی ایووجی

## دیدگاه منتقدان
بری توانسته است نظر مثبت منتقدان را به خود جلب کند و توانست ۷۳ درصد آرای مثبت از دیدگاه ۳۰ منتقد را کسب کند و نمره ۶٫۸ از ۱۰ را از آن خود کند. در متاکریتیک این فیلم دارای رتبه ۷۱ از ۱۰۰ بر اساس نظر ۱۴ منتقدان می‌باشد که نشان می‌دهد این فیلم به طور کلی مطلوب است.